# Cour de justice de l'Ontario
La Cour de justice de l'Ontario (Ontario Court of Justice) est une cour d'archives provinciale pour la province canadienne de l'Ontario. Le tribunal siège dans plus de 200 endroits à travers la province et supervise les questions relatives au droit de la famille, au droit pénal et aux infractions provinciales.

## Juridiction
Ce tribunal est subordonné par rapport aux tribunaux «supérieurs». L'expression «cour provinciale» ou «cour territoriale» est souvent utilisée pour désigner une cour de bas niveau dont les décisions peuvent être révisées par une cour supérieure. Il y a des décennies, ils étaient gérés au niveau municipal local.
La Cour de justice de l'Ontario est une division de la Cour de l'Ontario. L'autre division de la Cour de l'Ontario est la Cour supérieure de justice de l'Ontario. Jusqu'en 1999, la Cour de justice de l'Ontario était connue sous le nom de Cour de l'Ontario (Division provinciale).